# Kosi Kalan
Kosi Kalan är en ort i Indien.   Den ligger i distriktet Mathura och delstaten Uttar Pradesh, i den norra delen av landet, 100 km söder om huvudstaden New Delhi. Kosi Kalan ligger 195 meter över havet och antalet invånare är 52 492.
Terrängen runt Kosi Kalan är mycket platt. Runt Kosi Kalan är det tätbefolkat, med 476 invånare per kvadratkilometer. Kosi Kalan är det största samhället i trakten. Trakten runt Kosi Kalan består till största delen av jordbruksmark.